# Hemipeplus microphthalmus
Hemipeplus microphthalmus är en skalbaggsart som först beskrevs av Schwarz 1878.  Hemipeplus microphthalmus ingår i släktet Hemipeplus och familjen Mycteridae. Inga underarter finns listade i Catalogue of Life.